# بیسدورف
بیسدورف (به آلمانی: Biesdorf) یک شهر در آلمان است که در بیتبورگ-پروم واقع شده‌است.